# Gästriklands bergslag
Gästriklands bergslag eller Torsåkers bergslag var det bergsbruk som pågick i trakten runt Torsåker och Ovansjö.
Bergsmännen i Gästrikland fick sina första bergsprivilegier 6 maj 1374, men då hade bergsbruk redan bedrivits länge i regionen. Torsakhir (vikingatida namn för Torsåker) har ett stort antal gruvor, enligt sägnen fler gruvor än dagar på året, i realiteten är det totala antalet 405 till 415 st på en diameter fågelvägen av ca 10 km.
Välkända gruvor är den på Storberget, Storbergsgruvan, samt Stillgruvan utanför byn Tjärnäs, med tillhörande hytta. Gruvans datum går ej att säkerställa men de släta väggarna tyder på att tillmakningsmetoden användes. Gruvan påtalas i privilegiebrev från kung Magnus Eriksson 1354 som "urgammal" och Albrekt av Mecklenburg d:ä klagar i brev över "att bergomän uti Torsakir och Monte Ferris " för att de inte betalat bergskatten 1376. Torsåkers bergslag betraktades ibland som bergslag, och ibland inte, beroende på tidsepok.
Albrekt av Mecklenburg utfärdade från Lövsta kyrka privilegiebrevet, där han gör veterligt att de som vill bygga i Torsåkers berg ska ha all den rätt lag, villkor och privilegier som redan Norbergs bergslag fått.
Den mesta järnmalmen i Torsåkers bergslag ligger i ett leptitmassiv i hästskoform västerut kring sjön Stor-Gösken, i vilken det ligger stora kroppar av marmor/karbonatsten och i anslutning till dessa eller däruti ligger magnetitmalmerna som linser. Vissa gruvor har börjat som kalkgruvor men övergått till järngruvor och tvärtom. Malmen är endera en skarnmalm eller en ren grovkristallin magnentit, enl. P.H Lundegård 1962 SGU.
Marmorn har bränts i kalkugnar intill kalkgruvorna till bränd kalk vilket har använts i järnframställningen men också vid senare tiders pappersmassetillverkning vid Skutskärsverken och Hammarby kartongfabrik.
Malmernas kvalitet har fått en felaktig myt sig påklistrad som dålig, men det har förhållit sig tvärtom att de har haft en exceptionell hög kvalitet, och har betecknats av P.H Lundegård 1962 vara av mycket god kvalitet. Därför är Hofors bruks AB (SKF/OVAKO) i alla tider betecknat som specialståltillverkare på grund av malmernas extremt låga fosforvärden, t.ex. gruvorna i Storstreck, Göske och Nyäng. Vissa malmer hade stundom problem med svavelkis och magnetkis, vilket reducerades bort med bl.a. kalk.
Torsåkers bergslag utmärks av att gruvorna är små, och mycket gamla. Redan före Gustav Vasas tillträde låg merparten av gruvorna i träda vilket påtalades av Gustav V då han försökte få bergsmännen att återuppta gruvdriften. Bergsmännen beklagar sig åter eftersom gruvorna är vattenfyllda och har problem med vatten tillflöden.
Före reformationen betalades en stor mängd skatt i järn, vilket tyder på att bergsbruk trots allt var en viktig näring. Under medeltiden tillverkade Gästrikland osmundsjärn som de sålde till borgarna i Gävle, vilka i sin tur exporterade det. År 1542 fanns sex hyttor i Gästrikland, i Torsåker två och i Ovansjö fyra. Handelsvägarna för järnet gick till Gävle, Hedemora och ända ner till Mälarregionen via moränåsarna (Enköpingsåsen.)
Det egentliga antalet hyttor kring Torsåker varierar i tiden från 20 till 6, belagt är 20 st. Vissa försvann med tiden, t.ex. Torshyttan och Bagghyttan, och andra tillkommer. De flesta hyttorna är belagda att vara från minst tidig medeltid, i svarsbrev från Gustav Vasa 1562 nämner denne till bergsmännen i Torsåkers bergslag att de skall erlägga skatt såsom deras förfäder sedan "hedenhös" dagar gjort.
Järnframställningsplatserna i Torsåker dvs Strömesmyre, StrömsTorp, Osmundshyttan (Åsmundshyttan), Dansarberget, Kråknäset, Dammsjön, Sälgsjön, Eltebo Ekbacken, Sinderhögarna, Sotaskär, Vall och Ho, varav merparten genom C14-metoden är daterade till före vikingatiden.
En följd av att det tidvis inte ansågs vara "riktig" bergslag av den sort man finner i Norberg och Bisperg var att bergsmännen tog rusttjänst, och slapp då järnskatten. Dessutom kunde bergsmännen i Gästrikland få tillverka sitt eget stångjärn, något som i de riktiga bergslagen endast fick ske vid järnbruken som ägdes av adeln och rikare borgare. Bergsmännen i Gästrikland hade därmed bättre inkomster än de i de riktiga bergslagen. Järnbruk fanns emellertid också i Gästrikland.
Administrativt ingick bergslagen från 1637 i Sjunde bergmästardömet, med Upplands län med Roslagen samt Västernorrlands län med landskapen Hälsingland, Medelpad, Ångermanland och  Gästrikland. Christoffer Geijer var den förste bergmästaren över regionen sedan Bergskollegium bildades. Andra bergmästare i historien var Claes Depken, Johan Funck, David Leijel, Erland Fredrik Hjärne och Adolph von Engeström. När Bergskollegiet lades ner 1856 uppgick bergmästardömet i Tredje distriktet, Gävle.
Under de första årtiondena på 1800-talet fanns det sju hyttor i Torsåkers bergslag. Därtill fanns 19 stångjärnssmideshammare. Brobygge i Ovansjö var den sista hyttan som ägdes av bergsmän, den lades ner 1890. Samma år lades den sista hammarsmedjan ner, som låg i Tjärnäs i Torsåker. Avvecklingen berodde på de försämrade ekonomiska villkoren. Småägare kunde inte konkurrera med storägarnas prissättning. Många bergsmän i Gästrikland ombildade därför sina bergsverk till sågverk.
Områdena för bergsbruk i Gästrikland är av Riksantikvarieämbetet förklarade som riksintresse.